# Кудеиха
Куде́иха (чув. Кудеиха) — село в Порецком районе Чувашской Республики России. Административный центр Кудеихинского сельского поселения.

## Географическое положение
Расположено в 7 км к северо-востоку от районного центра села Порецкого. Ближайшая железнодорожная станция расположена в 33 км. Село находится на левом берегу реки Кири. Через село проходит автодорога республиканского значения 97К-001 Чебоксары — Сурское.

## Название
Краевед И. С. Дубанов, ссылаясь на топонимический словарь В. М. Шишкина «Алатырский край в XX веке», приводит две версии появления названия села: 

Топоним Кудеиха можно вывести из слов кудель, кудельница со значением «женщина, прядущая, теребящая шерсть, лён, коноплю». Если учесть то, что в этих краях раньше мочили липовый луб для получения лыка для лаптей и мочала для рогожи, также лён и коноплю, такой вариант является вполне закономерным.
 У В. И. Даля есть слово «куд», от которого образовано слово «кудесник» — человек, занимающийся ворожбой, заговорами и т. д.— Географические названия Чувашской Республики

## История
Село основано после 1753 года. Жители села — русские, до 1861 года были помещичьими крестьянами Салтыковых и Мятлевых. В 1774 году они участвовали в восстании Пугачёва, разгромив стекольный и винокуренный заводы Салтыкова. Основные занятия крестьян: земледелие, животноводство, винокурение, кузнечный, шерстобитный и шерсточесальный промыслы. В 1829 году открыта церковь Преображения Господня, в 1870 году к ней пристроены приделы в честь Рождества Христова и Покрова Пресвятой Богородицы. С 1888 года действовала церковно-приходская школа. В 1917 году школа разместилась в нескольких конфискованных домах. В начале 1930-х гг. открылась школа-семилетка. В 1929 году в Кудеихе образован колхоз «Трактор». В 1933 году запущена колхозная электростанция, ставшая первой в районе. Свыше 300 жителей ушли на фронт во время Великой Отечественной войны. Уроженец села Фёдор Андреевич Артемьев стал Героем Советского союза. В 1960 году несколько сёл вошли в совхоз «Засурский» с центром в Кудеихе (ныне ООО «Подсобное хозяйство Порецкого РайПО»). В 1991 году сооружено новое кирпичное здание школы.

### Административная принадлежность
До 1927 года село относилось к Сиявской и Порецкой волостям Алатырского уезда. С 1927 по 1962 год входило в Порецкий район Чувашской АССР. В 1962 году было передано в Шумерлинский район, в 1965 году вновь вошло в Порецкий район. С 1927 года было центром Кудеевского сельсовета, в 1939 году он переименован в Кудеихинский. Кудеихинский сельсовет в 2004 году был преобразован в Кудеихинское сельское поселение.

## Население
| 2010 | 2012 |
| ---- | ---- |
| 707  | →707 |

Число дворов и жителей:
- 1859 год — 129 дворов, 296 мужчин, 389 женщин.
- 1897 год — 164 двора, 506 мужчин, 547 женщин.
- 1927 год — 298 дворов, 649 мужчин, 711 женщин.
- 1939 год — 602 мужчины, 738 женщин.
- 1979 год — 400 мужчин, 565 женщин.
- 1999 год — 373 двора, 809 человек[5].
- 2002 год — 362 двора, 822 человека: 390 мужчин, 432 женщины.
- 2010 год — 308 частных домохозяйств, 707 человек: 323 мужчины, 384 женщины.[2].

## Современное состояние
В селе действуют школа, детский сад, клуб, библиотека, спортивный зал, отделение «Почты России», храм Преображения Господня (объект культурного наследия, построен в 1829 году). Также функционируют рыбоводное хозяйство СХПРК «Киря», ООО «Порецкий крахмал».

## Известные уроженцы
- Фёдор Андреевич Артемьев — Герой Советского Союза, командир батареи, гвардии капитан.
- Рындин Владислав Васильевич — актёр театра и кино.
- Александр Андреевич Сахаров — советский эсперантист.